# Pulpí (kommun)
Pulpí är en kommun i Spanien.   Den ligger i provinsen Provincia de Almería och regionen Andalusien, i den sydöstra delen av landet, 400 km sydost om huvudstaden Madrid. Antalet invånare är 8 848.